# Psicologia della Gestalt
La psicologia della Gestalt (dal tedesco Gestaltpsychologie, 'psicologia della forma' o 'rappresentazione') è una corrente psicologica incentrata sui temi della percezione e dell'esperienza. Nata e sviluppatasi agli inizi del XX secolo in Germania (nel periodo tra gli anni dieci e gli anni trenta), proseguì la sua articolazione negli Stati Uniti, territorio nel quale i suoi principali esponenti erano immigrati durante il periodo delle persecuzioni naziste.

## La Gestalt
La parola Gestalt fu usata per la prima volta, come termine tecnico, da Ernst Mach. In seguito Edmund Husserl e Christian von Ehrenfels ripresero il termine da Mach nelle loro teorie psicologiche a fondamento filosofico. Deriva dal verbo gestalten, che significa “mettere in forma” o “dare una struttura significante".
Fondatori della psicologia della Gestalt sono di solito considerati Max Wertheimer e i suoi allievi Kurt Koffka e Wolfgang Köhler, che sono stati certamente i principali promotori e teorizzatori scientifici di questa corrente di ricerca in psicologia. I loro studi psicologici si focalizzarono soprattutto sugli aspetti percettivi e del ragionamento/risoluzione di un problema. La Gestalt contribuì a sviluppare le indagini sull'apprendimento, sulla memoria, sul pensiero e nell'ambito della psicologia sociale.
L'idea portante dei fondatori della psicologia della Gestalt, cioè che l'insieme fosse differente, nuovo o altro (e non maggiore quantitativamente né migliore qualitativamente) rispetto alla somma delle singole parti, in qualche modo si opponeva al modello dello strutturalismo, diffusosi dalla fine dell'Ottocento, e ai suoi principi fondamentali, quali l'elementarismo. Da qui la famosa massima: "Il tutto è diverso dalla somma delle sue parti" (Das Ganze unterscheidet sich von der Summe seiner Teile) per evitare l'equivoco con "Il tutto è più che la somma delle sue parti" (Das Ganze ist mehr als die Summe seiner Teile).
Le teorie della Gestalt si rivelarono altamente innovative, in quanto rintracciarono le basi del comportamento nel modo in cui viene percepita la realtà, anziché per quella che è realmente; quindi il primo pilastro della teoria della Gestalt fu costruito sullo studio dei processi percettivi e in una percezione immediata del mondo fenomenico.
Il modello teorico della Gestalt riguardante l'apprendimento si oppose a quello comportamentista, secondo il quale gli animali risolvevano le problematiche con un criterio costituito da tentativi ed errori, proponendo invece un criterio di spiegazione formato dal pensiero, dalla comprensione e dall'intuizione. Nel settore della psicologia sociale le teorie della Gestalt entrarono in conflitto con quelle comportamentiste, che prevedevano di spiegare il comportamento sociale solo in base alle gratificazioni sociali, quali l'elogio e l'approvazione, e proposero invece la teoria dell'attribuzione che metteva in risalto le sensazioni, le percezioni, gli obiettivi, le intenzioni, le convinzioni, le motivazioni e le credenze.
Successivamente, importanti studi furono condotti da Lewin con la teoria del campo e Goldstein con una teoria della personalità secondo la quale l'intero organismo partecipa al suo comportamento.
In seguito, a partire dagli anni sessanta, la Gestalt soffrì per alcuni decenni della sua difficoltà a misurarsi con l'avanzato metodo sperimentale e gli approcci psicometrici utilizzabili dal nascente movimento cognitivista; il suo modello di teoria della mente si dimostrò dunque meno euristico di quello del cognitivismo, in tutti i settori che non fossero legati alla psicologia della percezione. Solo in quest'ultimo ambito, per via di alcune difficoltà a spiegare alcuni fenomeni percettivi in un'ottica strettamente cognitivista, la Gestalt ha recuperato un limitato interesse alla fine del XX secolo. Interessante appare infatti l'attenzione agli aspetti fenomenici della percezione, che il cognitivismo ha in parte trascurato nel suo programma di ricerca, anche se le teorie sui campi elettrici del cervello hanno perso, col passare degli anni, la considerazione da parte dei fisiologi.

## Elementi teorici

Il cubo di Necker

Per la psicologia della Gestalt non è corretto dividere l'esperienza umana nelle sue componenti elementari e occorre invece considerare l'intero come fenomeno sovraordinato rispetto alla somma dei suoi componenti: "Il tutto è diverso dalla somma delle sue parti" (posizione del molarismo epistemologico o emergentismo) allo stesso modo in cui le caratteristiche di una società non corrispondono a quelle degli individui che la costituiscono. Quello che noi siamo e sentiamo, il nostro stesso comportamento, sono il risultato di una complessa organizzazione che guida anche i nostri processi di pensiero. La stessa percezione non è preceduta dalla sensazione ma è un processo immediato – influenzato dalle passate esperienze solo in quanto queste sono lo sfondo dell'esperienza attuale – che deriva dalla Gestalt, come combinazione delle diverse componenti di un'esperienza reale-attuale. La capacità di percepire un oggetto quindi deve essere rintracciata in una organizzazione precedentemente posseduta dal sistema nervoso e non da una banale immagine focalizzata dalla retina.
Per comprendere il mondo circostante si tende a identificarvi forme secondo schemi che ci sembrano adatti - scelti per imitazione, apprendimento e condivisione - e attraverso simili processi si organizzano sia la percezione che il pensiero e la sensazione; ciò avviene di solito del tutto inconsapevolmente.
Con particolare riferimento alle percezioni visive, le regole principali di organizzazione dei dati percepiti sono:
1. buona forma (la struttura percepita è sempre la più semplice);
2. prossimità (gli elementi sono raggruppati in funzione delle distanze);
3. somiglianza (tendenza a raggruppare gli elementi simili);
4. buona continuità (tutti gli elementi sono percepiti come appartenenti ad un insieme coerente e continuo);
5. destino comune (se gli elementi sono in movimento, vengono raggruppati quelli con uno spostamento coerente);
6. figura-sfondo (tutte le parti di una zona si possono interpretare sia come oggetto sia come sfondo);
7. movimento indotto (uno schema di riferimento formato da alcune strutture che consente la percezione degli oggetti);
8. pregnanza (nel caso gli stimoli siano ambigui, la percezione sarà buona in base alle informazioni prese dalla retina).

Queste regole sono utili per spiegare diverse illusioni ottiche.

## LaGestaltin Italia

Il triangolo di Kanizsa

Tra gli studiosi italiani della Teoria della Gestalt sono da ricordare almeno Fabio Metelli, per studi nel campo della percezione visiva, ed in tempi recenti Gaetano Kanizsa, dei cui studi è particolarmente noto il fenomeno percettivo detto Triangolo di Kanizsa. Altri autori di rilievo, che hanno contribuito a diffondere lo studio della Teoria della Gestalt nelle università italiane, sono Paolo Bozzi e Giovanni Bruno Vicario. Alla diffusione della Gestalt in Italia contribuì anche Cesare Musatti, comunque più noto per il suo impegno di psicoanalista. Nino Di Salvatore (fondatore della Scuola politecnica di design di Milano nel 1954) effettuò studi di Scienza della Visione.
La psicologia della Gestalt, per via dell'influenza e delle tradizioni di ricerca avviate da questi grandi maestri, rappresentò uno dei principali programmi di lavoro della psicologia sperimentale italiana tra gli anni cinquanta ed i primi anni ottanta, prima di essere progressivamente sostituita dal cognitivismo.

## LaGestalte Lucrezio
Il fatto che dai sensi provenga la certezza massima e l'origine della verità lo ritroviamo in Lucrezio (De rerum natura, IV) ed è stata fatta una relazione tra questa sua concezione e la Gestalt: «Anche l'animo è, essenzialmente, senso: senso attenuato, ma sempre e solo senso. Come tale, dovrebbe partecipare dell'infallibilità del senso, e non errare. Comunque, rimane geniale l'attribuzione dell'errore ad un'aggiunta interpretatrice dell'anima. Concetto che ha delle relazioni con la relativa gnoseologia aristotelica e con le moderne teorie della forma (Gestaltheorie)».

## Sviluppi successivi
Le teorie della percezione della Gestalt sono criticate da alcune comunità scientifiche, come ad esempio il cognitivismo e le neuroscienze computazionali, per essere descrittive piuttosto che esplicative della natura. Per questa ragione, esse sono viste da alcuni come ridondanti o disinformative. Per esempio, Bruce, Green e Georgeson concludono nel seguente modo, per quanto riguarda l'influenza della teoria della Gestalt nello studio della percezione visiva:
"La teoria fisiologica dei gestaltisti è caduta per strada, lasciandoci con una serie di principi descrittivi, ma senza un modello di trasformazione percettiva. In effetti, alcune delle loro "leggi" di organizzazione percettiva suonano vaghe e inadeguate. Cosa si intende, ad esempio, con forma "buona" o "semplice"?"

### Arte

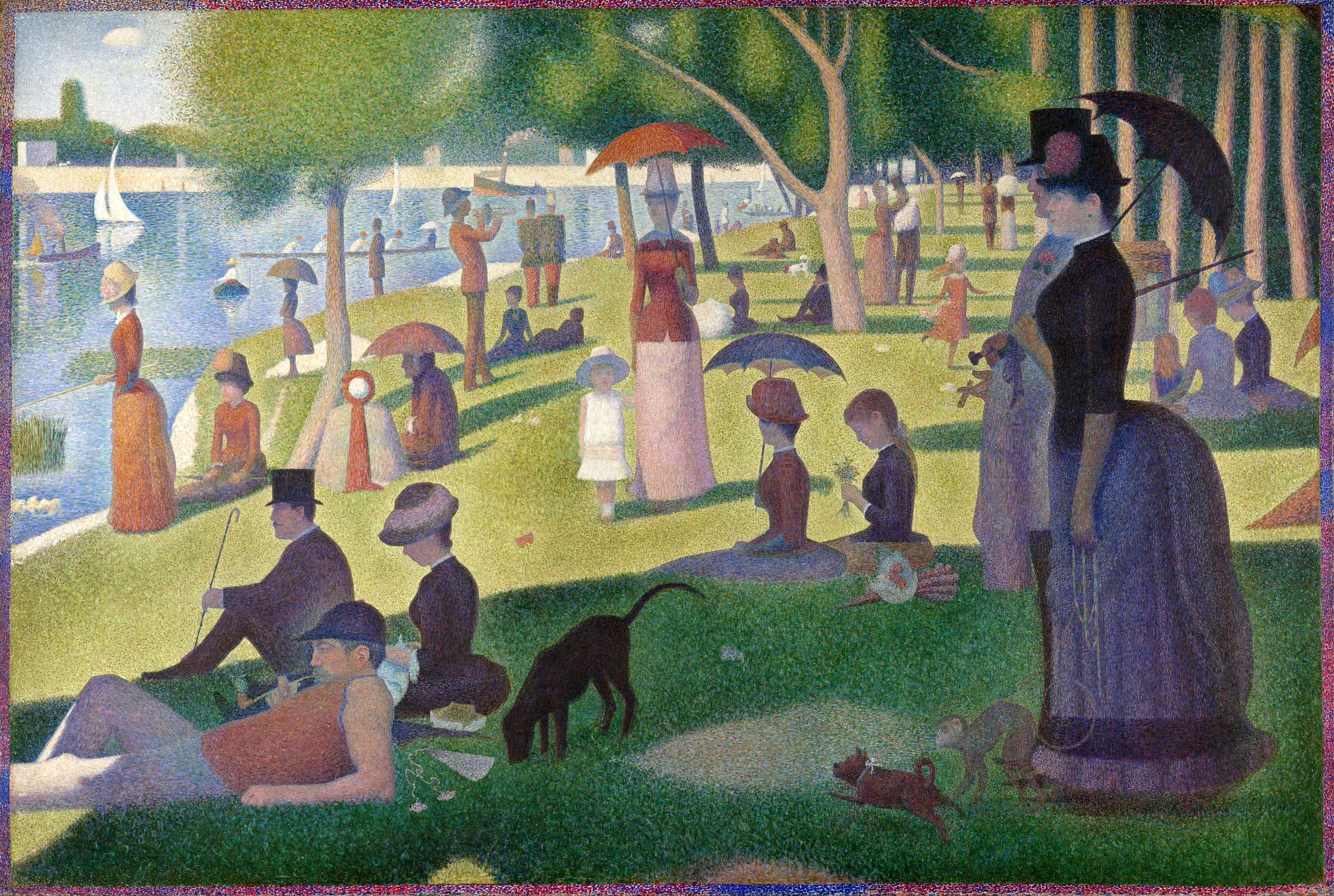
Georges Seurat, Una domenica pomeriggio sull'isola della Grande-Jatte, 1884

### Fotografia

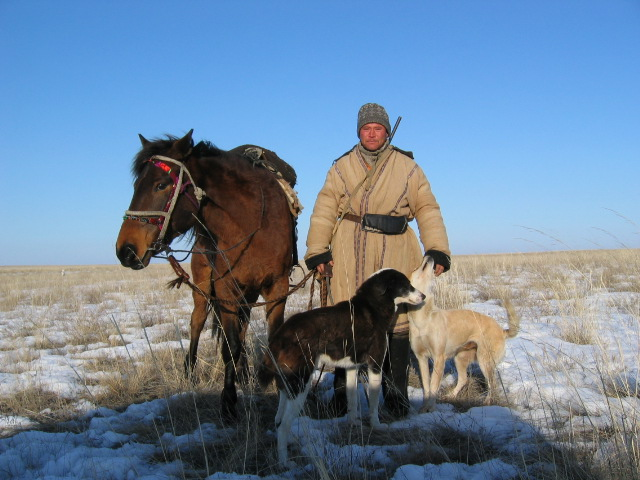
Regola della prossimità: tendiamo a percepire gli oggetti che sono vicini tra loro come una serie di linee, come un gruppo.

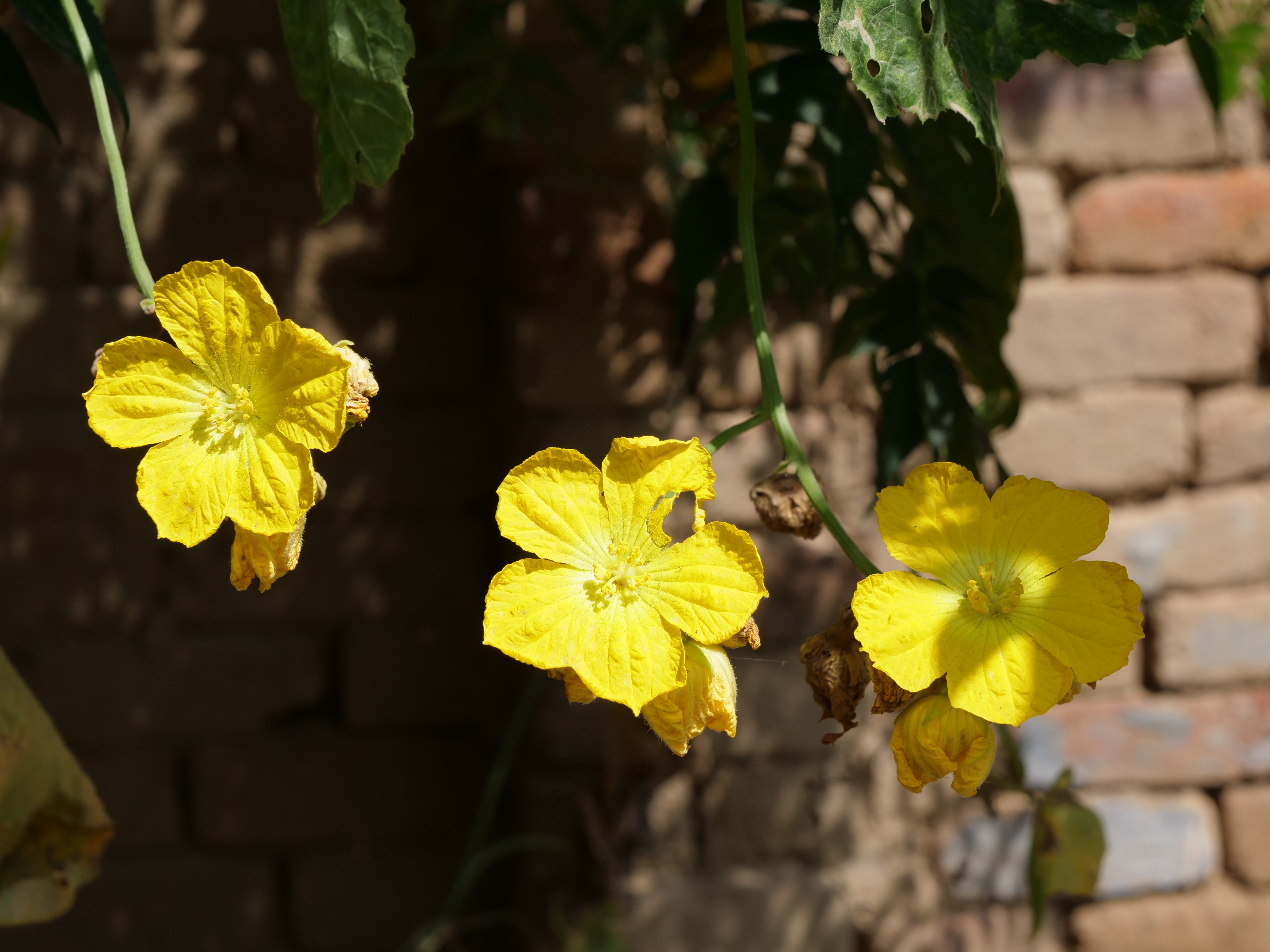
Regola di somiglianza: i singoli elementi condividono un qualche tipo di tratti simili, il cervello umano li organizzerà in un gruppo e li percepirà come un tutto.

### Graphic Design

Regola della prossimità: riconosciamo istantaneamente la sagoma delle tre lettere perché tendiamo a percepire gli oggetti che sono vicini tra loro come una serie di linee, come un gruppo.

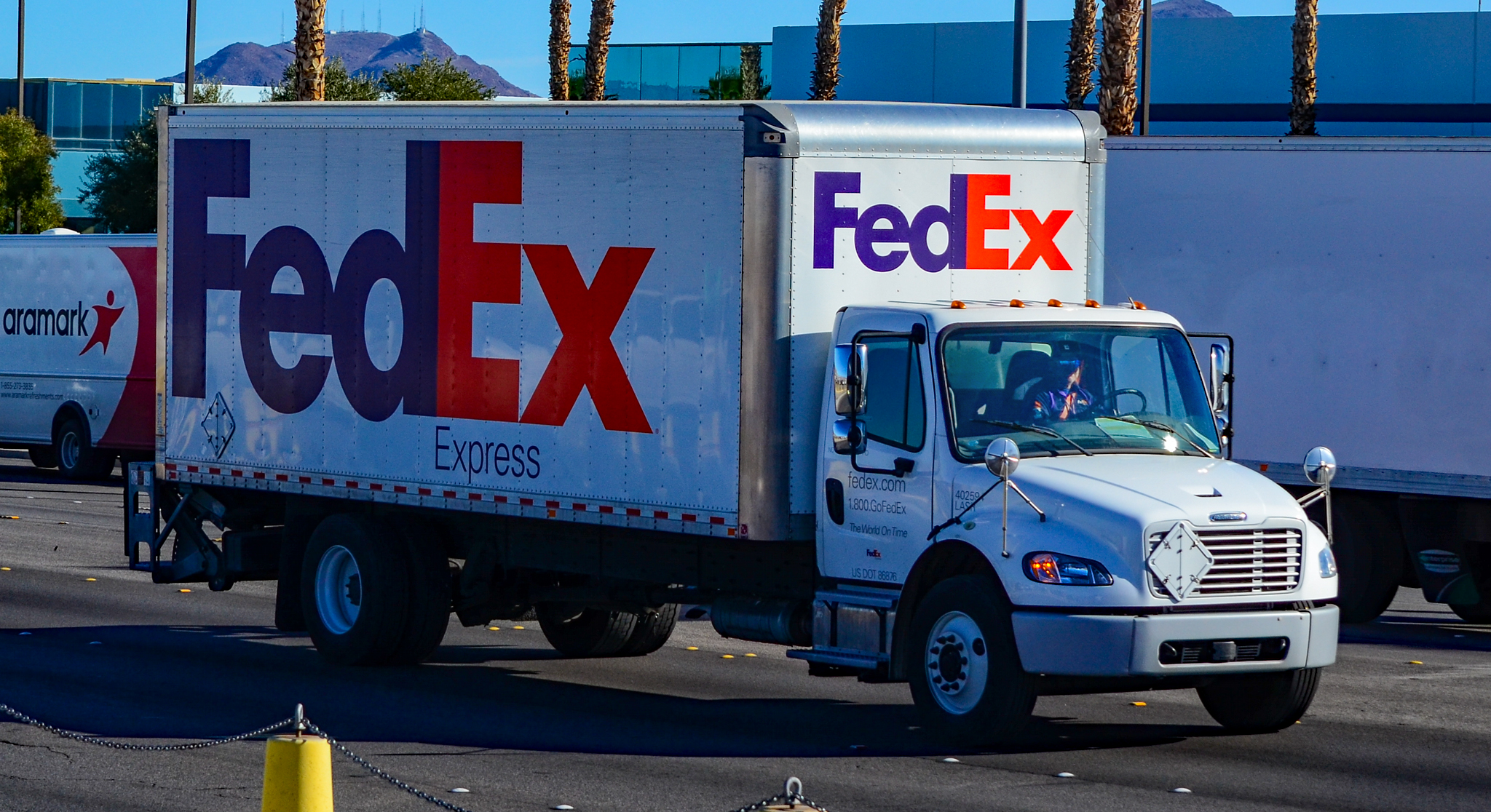
Regola di chiusura e di figura-sfondo: descrive la capacità del cervello di completare una forma o un oggetto, anche quando non è contenuto o chiuso completamente.

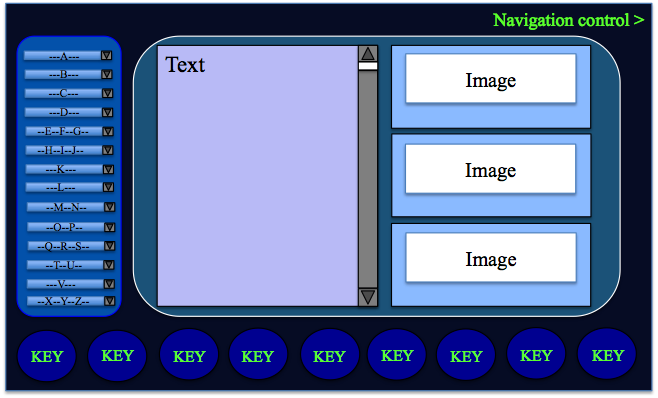
Layout web basato su diversi principi della Gestalt

### Architettura

Casa Tabātabāei, Kashan, Iran

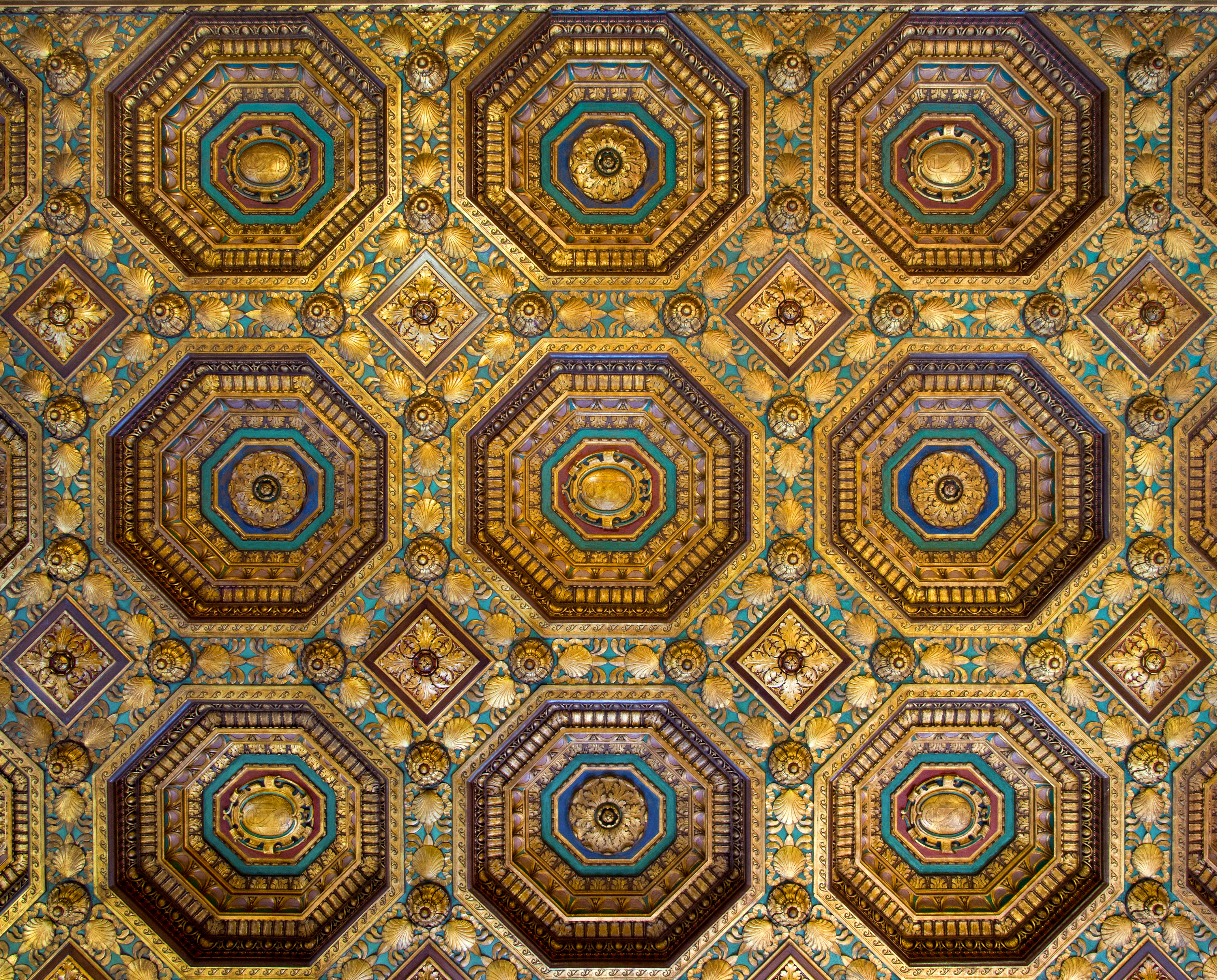
Soffitto dell'ufficio di esazione (Collector's Office) dell'Alexander Hamilton U.S. Custom House a New York.